# Héctor Mancilla
Héctor Raúl Mancilla Garcés (né le 12 novembre 1980 à Purranque, Chili) est un footballeur chilien qui joue au poste d'attaquant dans les années 2000 et 2010 au sein de plusieurs clubs mexicains, notamment ceux du Deportivo Toluca et du Monarcas Morelia.

## Biographie
Mancilla fait ses débuts en pro au club chilien du Club Deportivo Huachipato en 2000. Il passe six saisons là-bas et inscrit 66 buts en 150 matchs. Avant l'Apertura 2006 chilien, Mancilla est acheté dans le club populaire du Colo Colo. Il inscrit 12 buts en 15 matchs puis part au Mexique à Veracruz. Pour 800 000 $ le 16 juin 2008, il est finalement vendu au Deportivo Toluca. Il remporte le soulier d'or de l'Apertura 2008 et de la Clausura 2009. En novembre 2010, il rejoint les Tigres UANL. En juin 2012, il signe à l'Atlas. En décembre 2012, il rejoint le Monarcas Morelia.

## Carrière internationale
Mancilla fait partie de l'effectif chilien à la Copa América 2004. Après son départ pour le championnat mexicain, il perd sa place d'international dans son pays. Sa grande forme à Toluca lui permet d'être rappelé en équipe du Chili. Il est sur le banc et entre en jeu lors d'une victoire 2-0 contre le Paraguay le 6 juin 2009, sa 4e sélection en cinq ans. Il joue également trois jours plus tard contre la Bolivie.

## Palmarès

### Toluca
- Championnat du Mexique de football (2) : Apertura 2008 & Bicentenario 2010

### Individuel
- Meilleur buteur du Mexique : Apertura 2008 & Clausura 2009
- Meilleur attaquant du Mexique : Apertura 2008 & México Clausura 2009